# Lésène

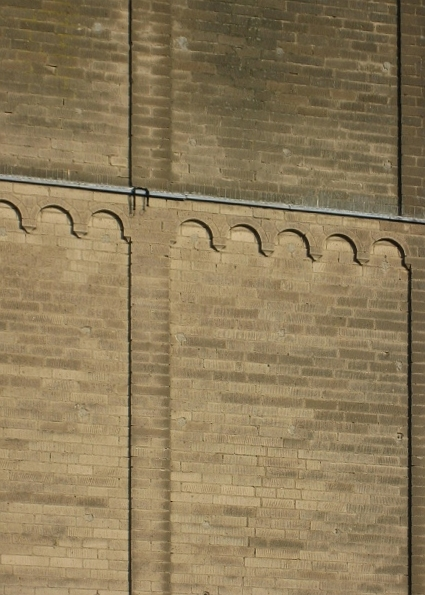
Lésènes sur une tour.

Une lésène (du français « lisière ») est, en architecture, une bande verticale de faible relief, étroite et légèrement saillante dans l'épaisseur d'un mur extérieur, l'animant par une ombre projetée. Son équivalent horizontal est appelé corniche. La lésène ne possède, à la différence des pilastres, ni base ni chapiteau. Elle sert donc de pseudo-architecture non seulement pour la décoration de murs lisses, mais également de blocs d'angle pour souligner les bords du bâtiment, mais aussi pour en renforcer la structure.
Les lésènes ont été utilisées à différentes époques, depuis l'architecture romaine et, par conséquent, dans l'architecture byzantine. Cet élément de style répandu dans le nord de l'Italie (notamment à Ravenne) a été modifié par les Lombards germaniques qui s'y sont installés, de sorte que les lésènes reliées par des arches en relief (appelées bandes lombardes) sont devenues une caractéristique marquante de l'architecture lombarde. Les maîtres d'œuvre lombards, réputés pour leur savoir-faire et recherchés à l'étranger, en favorisèrent ainsi la diffusion.
Au nord des Alpes, ces éléments architecturaux se retrouvent très tôt inclus sur les églises collégiales de Saint-Cyriaque à Gernrode (Allemagne) (avant l'an 1000) ou de Saint-Servais à Quedlinbourg (construction de 997 à 1021). L’utilisation de bandes de pilastres dans la cathédrale de Spire (1030-1106) a influencé de nombreux bâtisseurs qui en ont répandu l'usage. On le trouve, conséquemment sur de nombreuses églises romanes.
Depuis la Renaissance, le pilastre a complètement supplanté la lésène — bien que des architectes à orientation formelle tels que Palladio et les grands bâtisseurs du baroque classique utilisent des petits éléments se rapprochant des lésènes. Cependant, il renaît dans l'historicisme (néo-gothique) et se retrouve systématiquement dans l'appareillage architectural du style industriel du XIXe siècle, notamment dans l'architecture en brique. Les façades en plâtre de l'historicisme utilisent également la lésène comme élément, en particulier comme arête pour encadrer la façade du bâtiment. La lésène d'angle peut être rainurée.
Depuis le brutalisme, la lésène est de nouveau considérée comme un élément de soutien de construction dans le squelette en béton laissé visible, et non pas comme un support factice, mais bien comme un élément de soutien fonctionnel.
|                              |
| Lésènes et frises lombardes. |

|                                                               |
| Sur le mausolée de Galla Placidia à Ravenne (430 apr. J.-C.). |

|                                                                                                 |
| Lésènes sur une tour d'escalier de l'église Saint-Cyriaque de Gernrode (construite avant 1000). |

|                                            |
| Lésènes de l'abbaye de Maria Laach (1156). |

|                                                             |
| Robin Hood Gardens à Londres, dans le style des Plattenbau. |

|                                  |
| L'immeuble Chilehaus à Hambourg. |